# منعه
منعه (به عربی: منعة) یک شهرداری در الجزایر است که در استان باتنه واقع شده‌است. منعه ۱۳٬۵۱۰ نفر جمعیت دارد.